# Сятракаси (Тораєвське сільське поселення)
Сятрака́си (рос. Сятракасы, чув. Çатракасси) — присілок у Чувашії Російської Федерації, у складі Тораєвського сільського поселення Моргауського району.
Населення — 104 особи (2010; 119 в 2002, 169 в 1979; 190 в 1939, 227 в 1926, 144 в 1906, 93 в 1858).

## Історія
Історична назва — Сетракаси. Утворився 19 століття як виселок села Тораєво, на початку 20 століття — у складі спільноти цього села. До 1866 року селяни мали статус державних, займались землеробством, тваринництвом, виробництвом борошна. У кінці 19 століття діяв водяний млин. 1930 року утворено колгосп «Хлібороб». До 1927 року присілок перебував у складі Чиганарської та Тораєвської волостей Ядрінського повіту. 1927 року присілок переданий до складу Ядрінського, 1939 року — до складу Совєтського, 1956 року — до складу Моргауського, 1959 року — до складу Сундирського, 1962 року — повернуто до складу Ядрінського, 1964 року — повернутий до складу Моргауського району.